# Ochodoscuatro Ediciones
Ochodoscuatro Ediciones es una editorial fundada en 2013 en Madrid, España. Es una editorial  autogestionada centrada en los derechos de los animales y el antiespecismo. 
Ha publicado cerca de 20 títulos que venden a precio de coste (aunque la mayoría de ellos está también disponible en formato PDF de forma gratuita). El catálogo incluye textos clásicos de Carol J. Adams y Jason Hribal, entre otros.
El nombre de la editorial hace referencia a los 824 millones de animales sacrificados en España en el año 2008 (sin contar peces, que se miden en toneladas).